# 2010 en tennis
| Années du tennis : 2007 - 2008 - 2009 - 2010 - 2011 - 2012 - 2013    |
| Décennies du tennis : 1980 - 1990 - 2000 - 2010 - 2020 - 2030 - 2040 |

Cet article résume les faits marquants de l'année 2010 dans le monde du tennis.

## Faits marquants

### Janvier
- 9 janvier :
  - Nikolay Davydenko bat Rafael Nadal 0-6, 7-6 (8/6), 6-4 en finale du tournoi du Qatar.
- 18 janvier au 31 janvier
  - Open d'Australie :
    - Tableau messieurs
    - Tableau dames

### Mars
- 9 mars au 21 mars
  - Masters d'Indian Wells 2010

### Mars - Avril
- 23 mars au 4 avril
  - Masters de Miami 2010

### Avril
- 11 avril au 18 avril
  - Masters de Monte-Carlo 2010

### Avril - Mai
- 26 avril au 2 mai
  - Masters de Rome 2010

### Mai
- 7 mai au 16 mai
  - Masters de Madrid 2010
- 16 mai au 23 mai
  - Open de Nice 2010

### Mai - Juin
- 23 mai au 6 juin
  - Internationaux de France de tennis 2010

### Juin - Juillet
- 21 juin au 4 juillet
  - Tournoi de Wimbledon 2010

### Août
- 7 août au 15 août
  - Masters du Canada 2010
- 14 août au 22 août
  - Masters de Cincinnati 2010

### Août - Septembre
- 30 août au 12 septembre
  - US Open de tennis 2010